# Мальвиль (роман)
«Мальви́ль» (фр. Malevil) — постапокалиптический роман французского писателя Робера Мерля, впервые опубликованный издательством «Éditions Gallimard» в 1972 году.

## Сюжет
В романе описаны события, связанные с выживанием группы людей, уцелевших после ядерной войны в средневековом замке Мальвиль где-то в глубинке Франции.
Повествование в романе ведется от лица владельца замка, Эмманюэля Конта, в форме воспоминаний с отступлениями в биографии событий до Катастрофы.
Катастрофа, налаживание жизни после неё. Обустройство жителей замка, уход за скотом, посевная, стычка с соседом, пополнение замка жителями и скотом. Первое столкновение с одичавшей бандой людей, первая гибель. Знакомство с Фюльбером, посещение Ла-Рока, борьба с бандой Вильмена, разоблачение и гибель Фюльбера, федерация Мальвиля и Ла-Рока, смерть и культ Эманюэля.
В подтексте романа — полемика с героико-романтическими штампами основной массы постапокалиптической фантастики, как «правой», насыщенной насилием и эротикой, так и «левой», претендующей на пропаганду гуманистических ценностей. Вместо раскрытия обычных для подобных произведений тем свободной любви для удачливых воинов и продолжения рода, персонажи романа оказываются в мире, где женщин выжило меньше, чем мужчин, и уцелевшие стоят перед перспективой многомужества, гомосексуализма или воздержания и бездетности. Тема справедливой вооружённой борьбы с мародёрами и сторонниками деспотии дополняется темой вынужденного истребления потерявших человеческий облик голодных бродяг (автор даёт понять, что общинникам приходится убить гораздо больше людей, чем они спасают). Главный герой умирает от аппендицита, его возлюбленная кончает с собой, лучший воин общины нелепо гибнет, уверенный в своей неуязвимости, а новый летописец сообщает, что община пытается наладить производство патронов…

## Хронология романа
События в романе описываются с 15 апреля 1977 года (воскресенье) по 1981 год. Катастрофа, "день Д" – пасха (по таблице пасхалий католическая пасха в 1977 году была 10 апреля).

## Карта
Здесь должна находиться карта местности, что описана в романе.

## Топография места событий, ближних и дальних окрестностей
Замок Мальвиль, под ним река Рюна, напротив через реку замок Рузи, муниципалитет Мальжак(412 жителей), холмистая местность вокруг Мальжака, самый высокий холм Пужад над Мальжаком, в 15 километрах от него город Ла-Рок, вокруг него равнины, в 25 километрах от Мальжака находится самая высокая вершина департамента (512 метров), маленькая деревушка Курсежак между Ла-Роком и Мальвилем, в 60 километрах столица департамента, много лесов.
- Описание Мальвиля

Замок построен англичанами в XIV веке, расположен на площадке скалы. Скала с севера укрывает замок; имеется искусственная дорога к площадке скалы.
- - Жители

После Катастрофы в замке 7 человек, позднее прибавятся 3 человека из «Прудов», станет 10 человек, потом ещё 2 человека из Ла-Рока, всего 12 человек.
- Описание Мальжака

Деревня находится рядом с замком Мальвиль, есть мэр.
- - Жители

Население деревни 412 человек, Пейсу, Колен.
- Описание Рузи

Замок Рузи находится за рекой Рюной, напротив Мальвиля.
- Описание Ла-Рока

Город на равнине, с севера укрыт скалой, нижний город опоясан валом с двумя башнями, с воротами на юг и запад. Над городом замок владельцев Лормио, которые жили в Париже. В замке капелла XII века.
- - Жители

После катастрофы в городе уцелело 20 человек, там же оказался Фюльбер, который захватил власть в городе.
Арман, Газель, Жозефа, Фюльбер, Пимон, Лануай, Фабрелатр, Пужес, Кати, Аньес, Жудит, Эвелина.
- Курсежак

Маленькая деревушка на полпути на дороге между Мальжаком и Ла-Роком .
- Жители

После Катастрофы уцелело 6 человек, после отпора части банды Вильмена, был убит один из братьев Фейрак – Даниэль, банда вырезала всех 6 жителей (один младенец) в 1977 году.
- Дорога Мальжак–Ла-Рок

Дорога длиной 15 километров петляет меж холмов от Мальжака до Ла-Рока и доходит до ворот /южной/ башни Ла-Рока, мощёна /покрыта/ дорога макадамом. Есть малоизвестная сокращающая путь тропинка, устроенная лесником.
- Шоссе Ла-Рок — столица департамента

Начинается шоссе из ворот /западной/ башни Ла-Рока (длина 45 км).
- От шоссе к дороге на Мальжак есть тропинка через Фожу, по которой пробрался Пужес с велосипедом.

## Персонажи
- Эмманюэль Конт (1936—1979), создатель в детстве Братства, директор школы в Мальжаке, владелец и реставратор Мальвиля, аббат Мальвиля, епископ Ла-Рока, умирает от аппендицита
- Колен, входил в Братство, после смерти Эмманюэля избран духовным и светским лидером Мальвиля в 1979 году, убит в стычке с мелкой бандой в 1979 году
- Пейсу, входил в Братство, крестьянин, теряет всю семью в 1977 году
- Мену, мать Момо, 75 лет в 1977 году, живёт в Мальвиле, умрет вслед за Эмманюэлем в 1979 году
- Момо, сын Мену, 49 лет в 1977 году, живёт в Мальвиле, гибнет на зерновом поле, убит бродягой из банды в 1977 году
- Тома Ле Культр, (в 1976 году 25 лет, род.1951-) по смерти Колена избран в 1979 году духовным и светским лидером Мальвиля, в 1980 епископом Ла-Рока, ему подчинён Газель
- Кати, старшая сестра Мьетты, старше на три года, жила в Ла-Роке, потом в Мальвиле, жена Тома
- Мейсонье, входил в Братство, секретарь ячейки ФКП в Мальжаке, после свержения Фюльбера избран в совет, мэр Ла-Рока с 1977 года
- Фальвина, бабушка Жаке, родилась в Ла-Роке, сестра сапожника Марселя Фальвина, после убийства Варвуда живёт в Мальвиле с 1977 года
- Мьетта, младшая сестра Кати, немая, живёт в Мальвиле с 1977 года
- Варвуд, отец Жаке, 50-ти лет, застрелен Эмманюэлем после покушения на Пейсу в 1977 году
- Жаке, сын Варвуда, после гибели отца живёт в Мальвиле с 1977 года
- Фюльбер, родом из Кагора, самозваный кюре, захватил власть в Ла-Роке, избрался епископом Ла-Рока, опирался на банду Вильмена, свергнут и убит в капелле замка Ла-Рок на судебном заседании при разборе дела Эммануэля Конта в 1977 году
- Жюдит Медар, ученый человек, была в оппозиции Фюльберу, вошла в совет Ла-Рока, помощник мэра Мейсонье с 1977 года
- Марсель Фальвин, брат Фальвины, сапожник в Ла-Роке, был в оппозиции Фюльберу
- Эвелина, 14 лет, болела астмой, жила в Ла-Роке, затем в Мальвиле, была сильно привязана к Эмманюэлю, по его смерти покончила жизнь самоубийством в 1979 году.
- Вильмен, бухгалтер, самозваный главарь банды, убит во время нападения на Мальвиль в 1977 году
- Братья Фейрак, из банды Вильмена (один, Даниэль, убит стражей деревни Курсежак, второй в засаде при отступлении от Мальвиля) в 1977 году
- Лануай, 25 лет, мясник в Ла-Роке, зарезан Бебелем в воротах города при захвате Ла-Рока бандой Вильмена в 1977 году
- Бебель, убит из засады Тома при разведке Мальвиля в 1977 году
- Марсель Фальвин, сапожник в Ла-Роке, оппозиционер режиму Фюльбера, по смерти Фюльбера избран членом городского совета в 1977 году
- Пимон, союзник Фальвина, оппозиционер режиму Фюльбера, убит Арманом в своём доме из пистолета при попытке изнасиловать его супругу Аньес
- Аньес, супруга Пимона, после гибели Фюльбера переезжает в Мальвиль, родится ребенок от Эмманюэля
- Фабрелатр, скобяная торговля Ла-Рок, соглядатай Фюльбера, один из четырёх членов приходского совета при Фюльбере
- Арман, союзник режима Фюльбера, гибнет от последствий удара ножом в спину от руки Пимона
- Морис, насильно мобилизован в банду Вильмена, переходит на сторону Мальвиля с другом Эрве
- Эрве, друг Мориса, насильно мобилизован в банду Вильмена, переходит на сторону Мальвиля с другом Морисом
- Пужес, старик 75 лет, из Ла-Рока, ездит на велосипеде, связной с Мальвилем
- Газель, поставлен в священники Фюльбером, один из четырёх членов приходского совета, приходской священник в Ла-Роке по смерти Фюльбера, подчинён епископу Ларокскому Эмманюэлю, далее Тома
- Бюр, с брюшком, член банды Вильмена, повар в замке Ла-Рок, принят в ополчение Мальвиля, оставлен для усиления Ла-Рока после гибели Фюльбера

## Номинации
в 1974 году «Мальвиль» был номинирован на литературную премию Джона Кэмпбелла как лучший научно-фантастический роман года.

## Роман в кинематографе
- В 1980 году роман был экранизирован, сюжет фильма имеет отличия от книги.
- В 2010 году во Франции состоялась театральная постановка «Ceux de Malevil», в основе которой лежит сюжет романа